# 12936 Glennschneider
12936 Glennschneider è un asteroide della fascia principale. Scoperto nel 1960, presenta un'orbita caratterizzata da un semiasse maggiore pari a 2,8356152 au e da un'eccentricità di 0,0352153, inclinata di 2,14630° rispetto all'eclittica.